# Centre militaire de coordination et de contrôle
Un Centre Militaire de Coordination et de Contrôle (CMCC) en France est implanté dans un CRNA civil. C'est l'héritier du DMC (Détachement Militaire de Coordination).